# Alberto Limentani
Alberto Limentani (* 17. Januar 1935 in Triest; † 26. April 1986 in Padua) war ein italienischer Mediävist, Romanist und Direktor des Instituts für neulateinische Philologie in Padua.

## Leben und Werk
Limentani legte seine Laurea über die Teseida des Giovanni Boccaccio 1957 in Triest ab, ein Werk des 14. Jahrhunderts, dessen Edition Limentani 1964 vorlegte. Danach spezialisierte er sich als Romanist auf die Sprachen Französisch und Spanisch, Provenzalisch und Franko-Venezianisch. Neben den mittelalterlichen Werken interessierte er sich auch für die Literatur der Gegenwart. So erschien 1962 Alberto Moravia tra esistenza e realtà. Ab 1963 war er freier Dozent, 1968 erhielt er einen Lehrstuhl für Romanische Philologie und arbeitete an den Universitäten Padua, Cagliari und Venedig, um dann als Visiting Professor an der McGill University im kanadischen Montreal zu lehren. In dieser Zeit erschien die kritische Edition des französischen Romans Palamedes, 1965 folgte die Edition der provencalischen Erzählung Palamenca. Danach befasste er sich mit der Wechselwirkung zwischen dem Französischen und dem Venezianischen. 1972 brachte er dementsprechend die kritische Edition der Estoires de Venise des Martino da Canale heraus, einer historiographischen Arbeit des 13. Jahrhunderts.
1974 kehrte Limentani nach Padua zurück, wo er bis 1986 lehrte. 1991 erschien zu seinem Gedenken die Festschrift Studi medievali e romanzi in memoria di Alberto Limentani, herausgegeben von Marino Berengo und Lorenzo Braccesi.

## Veröffentlichungen (Auswahl)
- Alberto Limentani (Hrsg.): Martin da Canal, Les estoires de Venise: cronaca veneziana in lingua francese dalle origini al 1275, Olschki, Florenz 1972 (engl. Übersetzung und Kommentar von Laura K. Morreale, Unipress Padua 2009).